# Clan Csák
 (juillet 2024).
Le clan Csák (en hongrois : Csák nemzetség) est le nom d'une ancienne gens - clan - magyare. Plusieurs anciennes familles nobles hongroises descendent de ce clan : Kisfaludy, Linkóháti, Ugron de Mihály et Csáki de Mihály.

## Histoire
La Gesta Hungarorum (1200) ainsi que Gesta Hunnorum et Hungarorum (1283) citent comme ancêtre de la famille un certain Szabolcs. Selon Anonymus, Szabolcs est le fils du chef Előd qui est à la tête de l'une des sept tribus magyares à la fin du IXe siècle. Le clan, probablement connecté à la dynastie des Árpád, est nommé d'après Csák, petit-fils de Szabolcs, qui se fait construire le château de Csák. Leurs anciennes possessions étaient localisées vers la forêt des monts Vértes en Transdanubie : Csákvár ("château de Csák") et Csákberény, village qui porte leur nom ; et il est un fait que plus de trois siècles après, en 1231, le clan Csák considérait toujours la forêt de Vértes comme son domaine.
Un demi-siècle après les invasions mongoles de 1241 qui ont dévasté ce domaine ancestral, le clan se divise en douze branches qui se sont, au cours des siècles, affiliées à diverses familles.

## Filiation

### Branche d'Ugod
- Luka/Lukács
  - Demetrius I Csák (en) (fl. 1217–1254), Juge royal (1233–1234; 1242–1245), asztalnokmester, ispán des comitats de Vas, Pozsony, Bács, Moson et Csanád.
    - Ugod (fl. 1264–1270)
      - Demetrius II (fl. 1277–1285; d. avant 1287), ispán du comitat forestier de Bakony (1281); marié à N Kőszegi
        - Bienheureux Maurice Csák (en) (d. 20 March 1336), frère Dominicain
        - Csák II (d. avant 1309), dernier descendant masculin
        - Kunigunda ou Kingus (fl. 1317), mariée à Julius II Rátót

      - (?) Michael (fl. 1270–1277), ispán de Nyitra (selon Pál Engel)

    - fille inconnue (fl. 1232), mariée à Csépán II Győr
    - Csák I (fl. 1264–1270), ban honoraire, ispán de Nyitra et Moson, ispán du comitat forestier de Bakony (1264-1270)

  - (?) Adam
    - Paul
      - Peter (fl. c. 1305)

### Branche de Kisfalud
- Ugrin Csák (d. 1204), archevêque d'Esztergom, possible fils de l'ispán Ugrin. Frère du suivant.

- Miklós (1204-†1239), főispán des comtés de Csanád et de Pozsony, comes de Gvedech ; deux mariages. Son testament de 1231 mentionne l'archevêque Ugrin comme son frère, mais il plus probablement son neveu.
  - Izsák (fl 1231-40), főispán de Pozsony
  - Lőrinc (fl 1231-1278), comes
    - János II de Kázmér (Kisfalud) (fl 1358-63); marié à Dominika Patyi, ils sont les ancêtres de la famille Kisfaludy

  - János I (fl 1237-78); marié à Katalin, du clan Osl
    - János III (fl 1305)
    - Domokos I, fl 1298-1305; marié à Margit, du clan Héder (fl 1317)
      - Egyed (fl 1317)
      - János (fl 1317); ancêtre des familles Linkóháti, Ugron de Mihály et Csáki de Mihály

    - Ugrin II (fl 1299-1305), de Miháli
      - Pál (fl 1358-77)
        - István (fl 1363)
        - Miklós (fl 1363)
        - János V (fl 1363)
        - Péter (fl 1405)

  - Már († avant 1278), comes

### Branche de Dobóc
- Peter I
  - Domokos I Csák (en) (fl. 1262–1300), Palatin de Hongrie auprès du jeune roi Étienne V (1266)
    - Miklós (fl. 1280)
      - János ("le Rouge", fl. 1323)
      - Michael II (fl. 1323)

    - István I ("Cimba", fl. 1280–1322)
      - Domokos II (fl. 1325–1338, d. avant 1351)
        - Csala (fl. 1355)
        - Clara (fl. 1355)
        - Anna (fl. 1355–1356)
        - Bagó (fl. 1355–1356)

      - Peter III (fl. 1328–1351)
      - István II (fl. 1351–1356), sans descendance

    - Peter II (fl. 1280, d. avant 1308), marié à N, soeur du comes Ladislaus

  - Mihály Csák (en) (fl. 1264–1277), ispán de Veszprém (1272)
  - Simon (fl. 1267)
  - Beers (fl. 1267)

### Branche d'Újlak
- Bás I, ispán
  - Bás II
    - Csák
      - János Csák (en) (d. avant 1324), Juge royal (1311–1314)

    - Ugrin II Csák (en), archevêque de Spalato (1244–1248)

  - Pós, Maître du trésor du prince prince (1227–1233) puis roi Béla IV (1235), ban de Severin (1235)
    - Ugrin III Csák (en) (c. 1240–1311), oligarque, juge royal, Voïvode de Transylvanie, ban de Szörény et de Macsó, Maitre du Trésor, Grand écuyer du royaume.
      - Miklós (d. 1359), juge royal (1359)
        - Ladislaus (d. avant 1364), dernier membre mâle

  - Ugrin I Csák (d. 1241), archevêque de Kalocsa, tué lors de la bataille de Mohi

### Branche de Trencsén
- Máté I Csák (en) (d. 1245/1249), premier membre connu de cette branche, Maitre du Trésor (1242–1245)
  - Márk I Csák (en), ispán de Hont (1247)
    - Péter II (fl. 1279–1290)
    - István II Csák (fl. 1279–1307)
      - Mark II (fl. 1309)
      - Péter III Csák (en) (fl. 1309–1332; d. avant 1350), Grand écuyer (1314–1317)
        - Ladislaus (fl. 1332)
        - Péter IV (fl. 1332)
        - Dominic (fl. 1332–1359), ancêtre de la famille Dombai

      - István III (fl. 1323–1329)
      - fille inconnue, mariée à Roland III Rátót (en)

    - Maria (fl. 1301), mariée à Ivánka II Hont-Pázmány (en), puis à Zoeardus Zoárd
    - fille inconnue, mariée à Jakab Cseszneky (hu) puis à Lőrinte du genre Lőrinte (?)

  - István I Csák (en), Maître de la table (asztalnokmester) (1275–1276; 1277–1278)
  - Máté II Csák (en) (d. 1284), palatin, voïvode de Transylvanie, juge royal, ban de Slavonie, Maitre du Trésor
  - Péter I Csák (en) (d. 1284), palatin de Hongrie, Maître de la table
    - Máté Csák (1260/65 – 1321),  Maitre de la cavalerie (1293–1296), palatin (1296–1297, 1302–1310) et  Maitre du Trésor (1310–1311)
      - Máté IV (d. avant 1318), marié à Gutha N
        - Máté V, marié à Kunigunda
        - Jakab

      - fille inconnue, mariée à Desoh

    - Csák (fl. 1291–1300), Porteur de l'épée (kardhordó) (1293)

  - fille inconnue, mariée à Zdeslav de Sternberg (cs) (fl. 1281–1322) et mère de István le Bohémien, seigneur de Trencsén (1321)

### Branche de Kendertó
- Miklós I
  - Máté I (fl. 1263)
    - Miklós II (fl. 1315–1336; d. avant 1367), sans descendance mâle
      - Máté II (fl. 1336)
      - Ladislaus (fl. 1336)
      - Catherine (fl. 1336–1367), héritière, mariée à Demetrius Málasi
        - Miklós III (fl. 1367), chanoine de Fehérvár
        - Mihaly (fl. 1367)
          - Anne (fl. 1398), mariée à Ferenc Apáti

        - Elizabeth (fl. 1383), mariée à Klemens, citoyen de Fehérvár

    - possible fille

### Fragments
- Gúg I
  - Csák (fl. 1219–1246), ispán de Sopron (1235–1240)
    - István Csák (en) (fl. 1228–1269, d. avant 1276), Ban de Severin (1243); marié à N Győr
      - Imre Csák (en) (fl. 1272–1276), ispán de Somogy (1272–1273)

    - Gúg II (fl. 1237–1263)
    - quatre autres fils non identifiés (fl. 1237)